# Paalwerpen

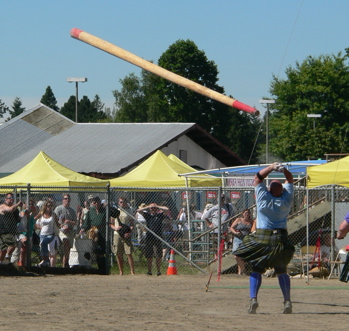
Een paal in de lucht vlak nadat deze geworpen is.

Paalwerpen is een van oorsprong Schotse sport. De bedoeling van het spel is het zo recht mogelijk werpen van een paal van 79 kilogram. De scores worden gegeven in uren van de klok, waarbij 12.00 (recht voor de speler uit) de hoogste score is.
De sport wordt van oorsprong alleen door mannen beoefend, maar tegenwoordig wordt de sport ook steeds populairder onder de vrouwelijke bevolking in Groot-Brittannië. Paalwerpen is tevens een van de officiële sporten op de Highland Games in Schotland.